# Llista d'objectes artificials que surten del sistema solar
Aquest article és una llista dels objectes artificials que estan sortint del sistema solar. Tots aquests objectes són sondes espacials i les seves etapes superiors llançades per la NASA, l'agència espacial americana, i no inclouen les missions que van entrar en òrbita al voltant dels planetes.

## Sondes
- Pioneer 10. Llançada el 1972, s'hi va perdre el contacte el gener de 2003. Va ser la primera sonda en creuar el cinturó d'asteroides i la primera en fer observacions properes de Júpiter. Es dirigeix a Aldebaran, en la constel·lació de Taure. Tardarà uns dos milions d'anys en arribar-hi.
- Pioneer 11. Llançada el 1973, s'hi va perdre el contacte el novembre de 1995. La nau es dirigeix cap a la constel·lació de l'Àguila, al nord-oest de la constel·lació del Sagitari. Si segueix el seu curs, la Pioneer 11 passarà prop d'una de les estrelles de la constel·lació en uns 4 milions d'anys.[1]
- Voyager 2. Llançada el 1977, va sobrevolar Júpiter el 1979, Saturn el 1981, Urà el 1986, i Neptú el 1989. La sonda està actualment activa, i es troba a l'heliofunda.
- Voyager 1. Llançada el 1977, un mes després que la Voyager 2. Va sobrevolar Júpiter el 1979 i Saturn el 1980, fent un especial acostament a la lluna de Saturn, Tità. La sonda va entrar en l'heliofunda el 2004, i va ser el primer objecte fet per l'home en arribar al medi interestel·lar el 2013. Encara està activa.
- New Horizons Llançada el 2006, va realitzar un sobrevol de Júpiter el 2007, i el primer sobrevol de Plutó el 2015. El sobrevol de Plutó segueix per un altre sobrevol d'un objecte transneptunià en el cinturó de Kuiper, anomenat 2014 MU69 que tindrà lloc l'1 de gener de 2019.

## Altres objectes

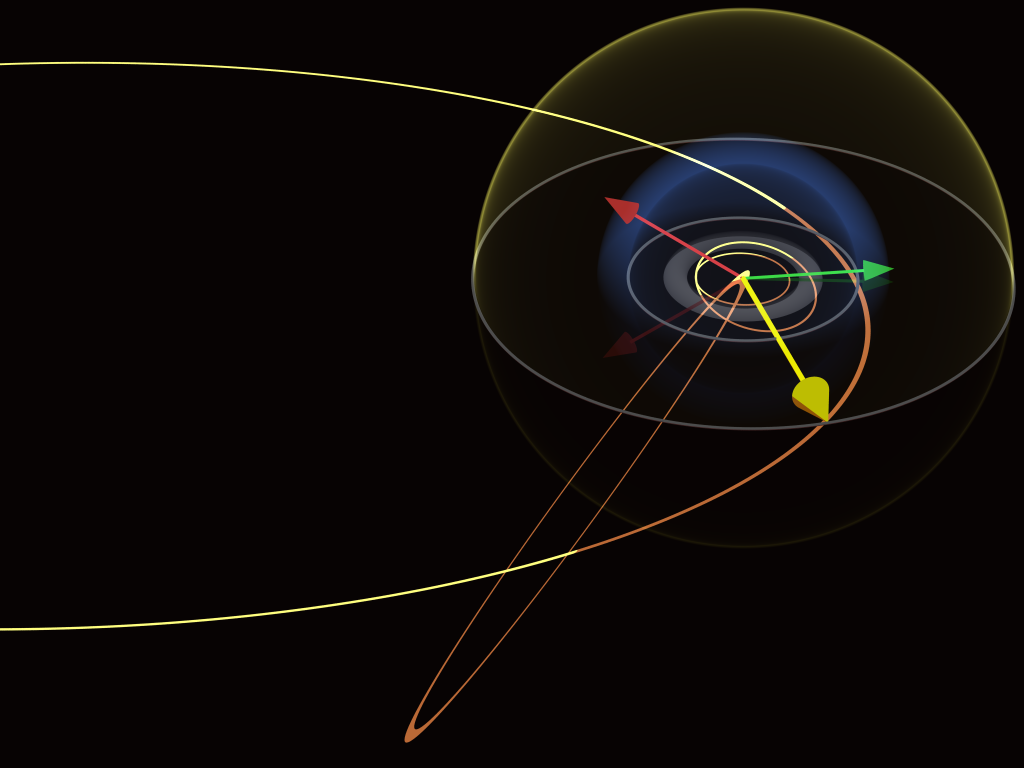
Les fletxes vermelles i verdes indiquen les posicions de la Voyager 1 i la Pioneer 10 respectivament a finals del 2008; la petxina blava indica la mida estimada del xoc de terminació que han entrat, mentre que el tor gris mostra el cinturó de Kuiper. La petxina groga indica un dia llum de distància del sol. Feu clic a la imatge per ampliar-la i enllaçar-vos a altres escales.

La 3a etapa de la New Horizons, un booster STAR-48, és en una trajectòria d'escapament similar del sistema solar com la New Horizons, però passarà a milions de quilòmetres de Plutó. És probable que creui l'òrbita de Plutó a finals del 2015.
Els únics objectes que fins a la data que s'han llançat directament en una trajectòria d'escapament solar van ser la nau New Horizons, la seva tercera etapa i dues parts més petites (dos petits contrapesos). L'etapa Centaur de la New Horizons no està escapant, sinó que és en una òrbita de 2,83 anys.
Moltes de les etapes superiors de totes aquestes naus espacials excepte la Pioneer 11 també s'estan escapant del sistema solar, ja que inicialment van seguir una trajectòria molt similar a la de la seva nau espacial i les seves respectives trobades posteriors amb Júpiter impulsant-les a totes en trajectòries hiperbòliques d'escapament solars. El tram superior de la Pioneer 11, es creu que està en òrbita solar, ja que la seva trobada amb Júpiter no hauria donat lloc a l'escapament. La Pioneer 11 va obtenir la velocitat requerida per deixar el sistema solar en la seva trobada amb Saturn.
Donat que les Pioneer es van llançar abans, tenien avantatge davant les Voyager, però com que estaven viatjant més lentament van ser superades finalment per més distància des del Sol: la Voyager 1 va superar la Pioneer 10 el 17 de febrer de 1998.

## Galeria

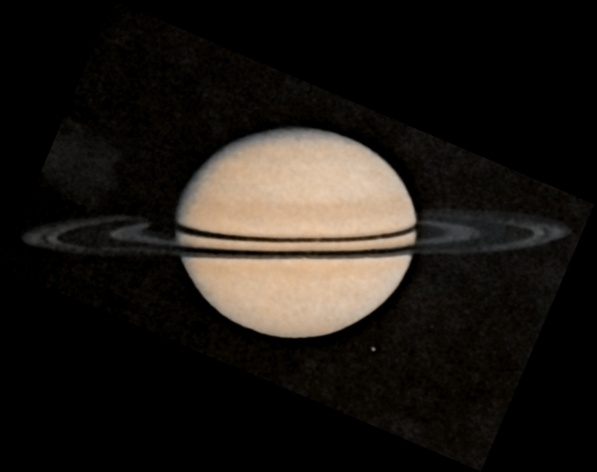
Fotografia de Saturn presa per la Pioneer 11 el 26 d'agost de 1978 que es pot apreciar també el satèl·lit Rea
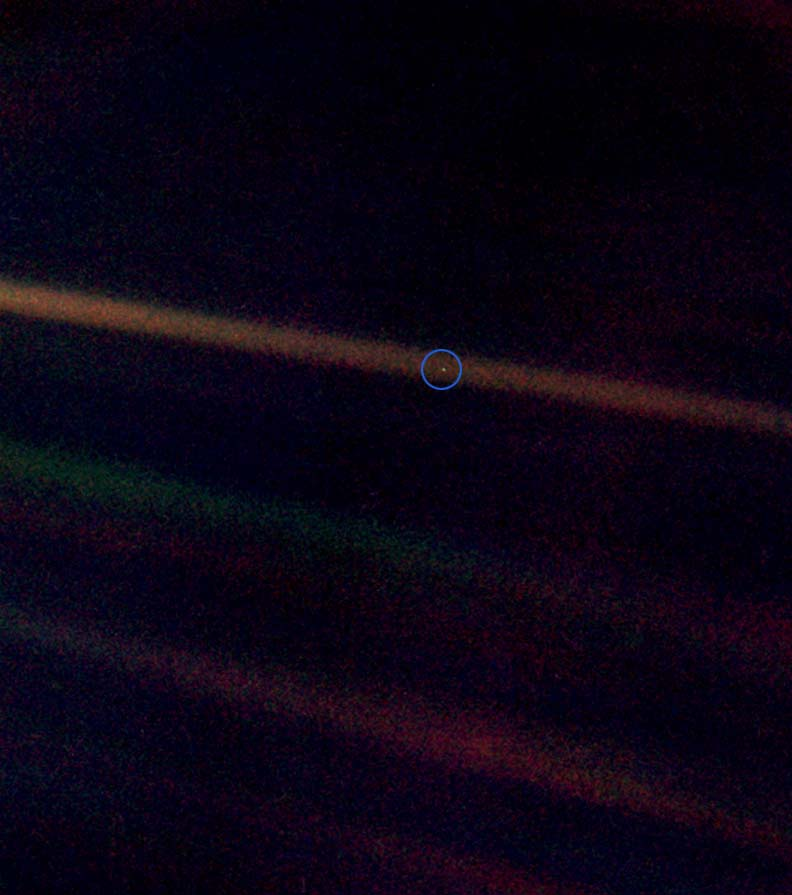
La Terra vista des de la Voyager 1 el 14 de febrer de 1990, aquesta fotografia es coneix amb el nom de Un punt blau pàl·lid
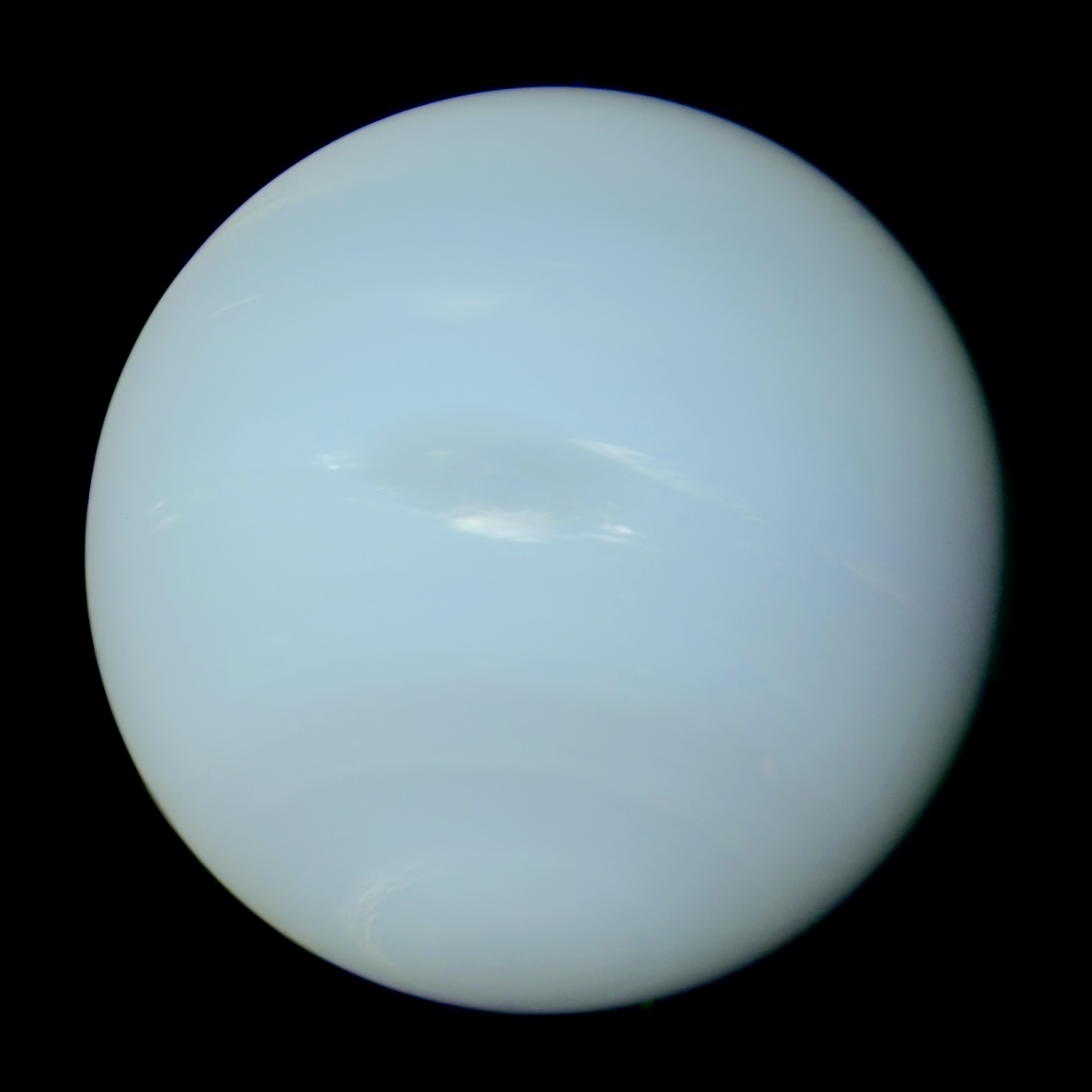
Neptú vist per la Voyager 2 a l'agost de 1989
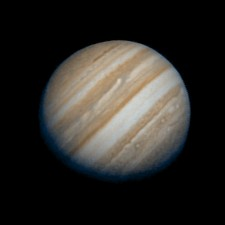
Júpiter vist per la Pioneer 10
Posició de la New Horizons el juliol de 2015, poc després de sobrevolar Plutó
Posició de les sondes interestel·lars en el 2007.
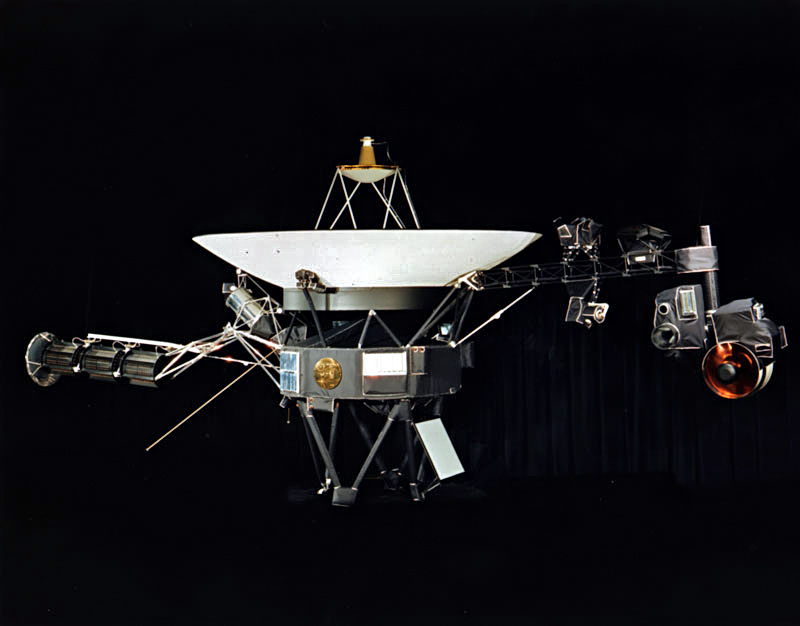
Fotografia de la Voyager 1 / Voyager 2
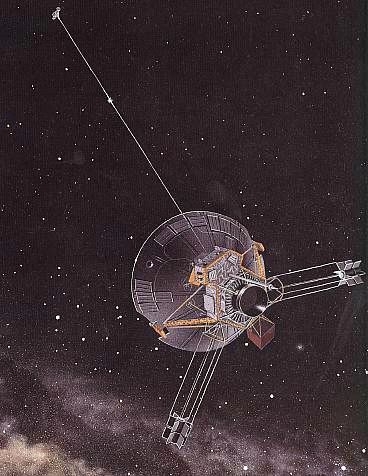
Concepció artística de la Pioneer 10 / Pioneer 11
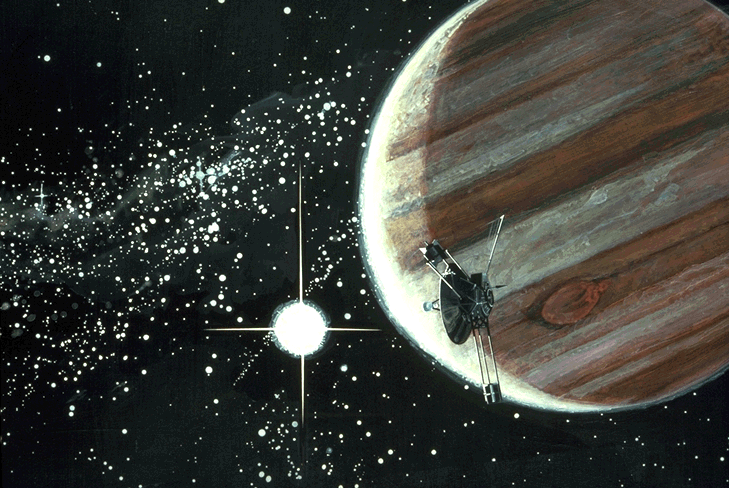
Concepció artística de la Pioneer 10 a prop de Júpiter
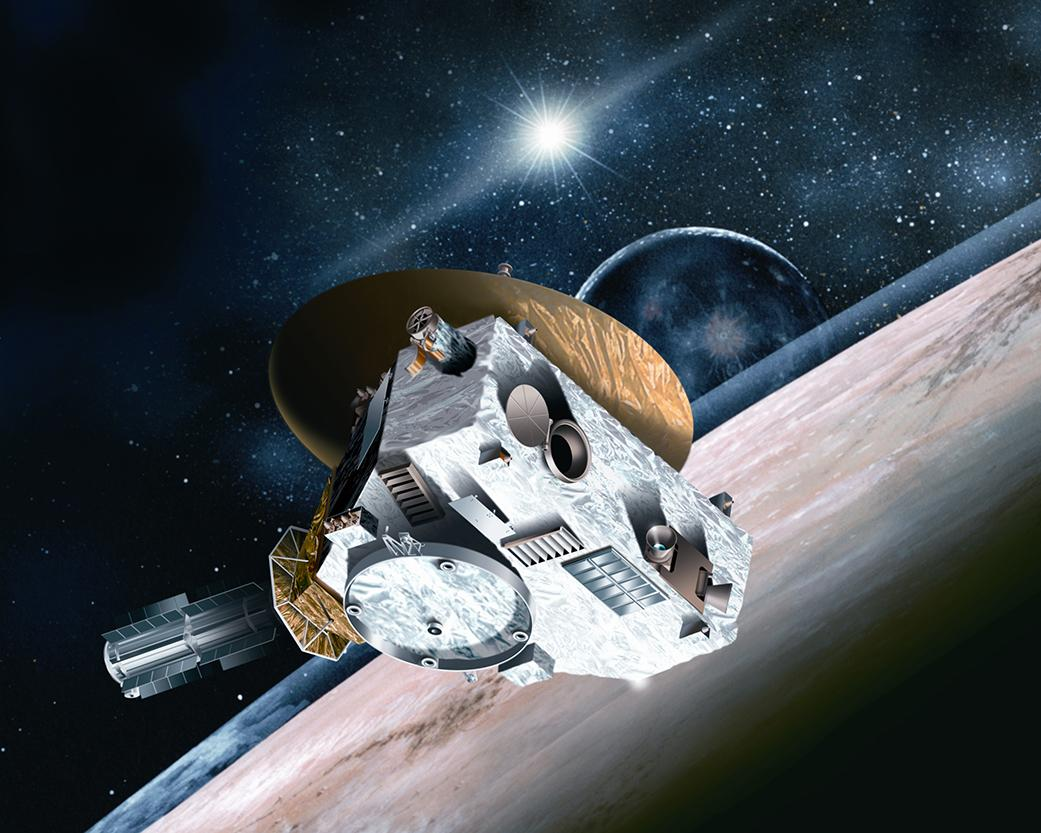
Concepció artística de la New horizons